# Boston-Marathon 1921
| 25. Boston-Marathon    | 25. Boston-Marathon        |
| ---------------------- | -------------------------- |
| Stadt                  | Boston, Vereinigte Staaten |
| Datum                  | 19. April 1921             |
| Distanz                | 37 – 38,5 Kilometer        |
| Sieger                 |                            |
| Männer                 | Frank Zuna (2:18:58 h)     |
| ← Boston-Marathon 1920 | Boston-Marathon 1922 →     |
| Website                | Offizielle Website         |

Der Boston-Marathon 1921 war die 25. Ausgabe der jährlich stattfindenden Laufveranstaltung in Boston, Vereinigte Staaten. Der Marathon fand am 19. April 1921 statt. Die Laufdistanz betrug zwischen 37 und 38,5 Kilometer.
Es gewann Frank Zuna in 2:18:58 h.

## Ergebnis
| Platz | Athlet            | Land               | Zeit (h) |
| ----- | ----------------- | ------------------ | -------- |
| 01    | Frank Zuna        | Vereinigte Staaten | 2:18:57  |
| 02    | Chuck Mellor      | Vereinigte Staaten | 2:22:12  |
| 03    | Peter Trivoulidas | Vereinigte Staaten | 2:27:41  |
| 04    | Carl Linder       | Vereinigte Staaten | 2:28:02  |
| 05    | A. R. Michelson   | Vereinigte Staaten | 2:30:35  |
| 06    | Édouard Fabre     | Kanada             | 2:31:34  |
| 07    | Villir Kyronen    | Vereinigte Staaten | 2:32:36  |
| 08    | Otto Laakso       | Vereinigte Staaten | 2:33:39  |
| 09    | John Goff         | Vereinigte Staaten | 2:37:35  |
| 10    | Robert Conboy     | Vereinigte Staaten | 2:38:18  |